# محمد بن عبد الله بن حسن أبي نمي
محمد بن عبد الله بن حسن بن أبي نمي، كان شريف مكة وحاكم الحجاز من 1631 إلى 1632، بالاشتراك مع زيد بن محسن.
وهو ابن أمير مكة الشريف عبد الله بن حسن، وفي يوم الجمعة 1 صفر 1041 هـ (29 أغسطس 1631)، تنازل عبد الله عن العرش وعين محمد وزيد بن محسن خلفاء له.  
حكم محمد وزيد معاً حتى شعبان (مارس 1632)، حينما تم الاستيلاء على مكة من قبل الجيش اليمني المتمرد بقيادة القائدين كور محمود وعلي بك. تحالف المتمردون مع نامي بن عبد المطلب، وهو ابن عم منافس، وساروا نحو مكة بعد أن تم رفض السماح لهم بدخول المدينة في طريقهم إلى مصر . قاتل محمد وزيد برفقة محافظ جدة مصطفى بك المتمردين وهُزِموا بالقرب من وادي البيار يوم الأربعاء 25 شعبان (17 مارس 1632). قُتل محمد مع جماعة من الأشراف ومئتي من رجاله ومعظم الحامية العثمانية . وأعاد الأشرف جثمانه إلى مكة في نفس اليوم، فغسله، وصلى عليه، ثم دفنه في المعلا .  
وبعد هروب زيد مع من تبقى من الأشراف إلى وادي مر الظهران، دخل نامي مكة مع المتمردين واستولى على الإمارة.

## ملحوظات
1. ↑  de Zambaur 1927، صفحة 22.
2. ↑  al-‘Aṣimī 1998، صفحة 443.
3. 1 2 3  al-Ghāzī 2009، صفحات 401–403.
4. 1 2  al-Sinjārī 1998، صفحات 140–144.